# Robertsonomyia
Robertsonomyia is een geslacht van insecten uit de familie van de blaaskopvliegen (Conopidae), die tot de orde tweevleugeligen (Diptera) behoort.

## Soorten
- R. palpalis (Robertson, 1901)
- R. parva (Adams, 1903)